# Ci sha xiao shuo jia
Ci sha xiao shuo jia (chino simplificado: 刺杀小说家; chino tradicional: 刺殺小說家; pinyin: Cìshā Xiǎoshuōjiā) es una película de fantasía, acción y aventuras china de 2021 dirigida y escrita por Lu Yang y producida por Ning Hao. La película fue lanzada el 12 de febrero de 2021, en el Año nuevo lunar. La película está basada en la novela homónima de Shuang Xuetao y su secuela Godslayer.

## Argumento
La película sigue la búsqueda de Guan Ning (Lei Jiayin) de su hija perdida, a quien cree que fue secuestrada por traficantes. Finalmente es contactado por una poderosa corporación que lo alista para matar a un joven autor cuya novela de fantasía parece estar alterando su realidad.

## Reparto
- Lei Jiayin Lei como Guan Ning
- Yang Mi como Tu Ling
- Dong Zijian como Kongwen Lu, un autor
- Tong Liya
- Hewei Yu
- Guo Jingfei como Armadura Negra

## Producción
Un avance de la película se lanzó en enero de 2021 con subtítulos en inglés. La postproducción duró más de dos años.

## Recepción
La película recibió una calificación positiva del 92% en Rotten Tomatoes, con una calificación promedio de 7.2/10.
Richard Kuipers de Variety dijo que "Odyssey está repleta de vistas impresionantes, incluido un villano CGI de 15 metros y cuatro brazos, pero se decepciona con un guion que no logra convertir elementos prometedores de la historia en un todo consistentemente convincente". Narayan Liu de CBR.com dio a la película una crítica positiva, elogiando sus imágenes, al tiempo que notó la caracterización débil.
Lim Yian Lu de Yahoo! Singapore le dio a la película una crítica positiva, describiéndola como una "gran película de acción para ver".
Tay Yek Keak de Today Online le dio a la película una crítica más negativa y la describió como "básicamente una prueba para el espectador".